# Stazione di Taino-Angera
Stazione di Taino-Angera vasútállomás Olaszországban, Lombardia régióban, Taino településen.

## Vasútvonalak
Az állomást az alábbi vasútvonalak érintik:
- Novara–Pino-vasútvonal

## Kapcsolódó állomások
A vasútállomáshoz az alábbi állomások vannak a legközelebb:
- Stazione di Ispra
- Stazione di Sesto Calende